# Stazione di Tabuse
La stazione di Tabuse (田布施?, Tabuse-eki) è una fermata ferroviaria situata nella cittadina di Tabuse, nella prefettura di Yamaguchi in Giappone. Si trova lungo la linea principale Sanyō della JR West.

## Linee e servizi
JR West
■ Linea principale Sanyō

## Caratteristiche
La fermata è dotata di due marciapiedi laterali e uno a isola con quattro binari in superficie collegati da sovrappassaggio. La biglietteria è aperta dalle 6:50 alle 20:05.
| 1-3   | ■ Linea principale Sanyō | per Iwakuni e Hiroshima |
| 3-4-5 | ■ Linea principale Sanyō | per Tokuyama e Hōfu     |

## Stazioni adiacenti
| «                      | Servizio               | »                      |
| Linea principale Sanyō | Linea principale Sanyō | Linea principale Sanyō |
| ---------------------- | ---------------------- | ---------------------- |
| Yanai                  | Locale                 | Iwata                  |